# Alicia Daneri Rodrigo
Alicia Daneri ou Alicia Daneri Rodrigo est une égyptologue argentine née en 1942.  

## Biographie
Après des études à l'Université nationale de La Plata (Argentine) et à l'Université de Toronto (Canada), elle obtient son doctorat à l'Université de Buenos Aires. Elle enseigne l'histoire du Proche-Orient ancien aux universités de La Plata et de Buenos Aires.
Avec l'équipe du professeur canadien Donald Bruce Redford, de 1989 à 1991, elle participe à des fouilles à Karnak en Haute-Égypte puis, de 1992 à 2005, à Mendès (Tall al-Rub) dans le Delta. De 2004 à 2009, elle dirige l'Instituto de Historia Antigua Oriental de l'Université de Buenos Aires et sa publication, la Revista del Instituto de Historia Antigua Oriental. Elle est chercheuse honoraire à l'Université catholique argentine.
Spécialiste de la céramique, elle étudie le matériel trouvé lors des fouilles franco-argentines de l'UNESCO sur le site du Temple d'Aksha en Nubie. Elle publie plusieurs ouvrages sur la période héracléopolitaine (Première Période intermédiaire) et sur les relations commerciales entre l'Égypte antique, les régions du Sud et celles de la Méditerranée orientale.

L'Égypte antique et les pays voisins
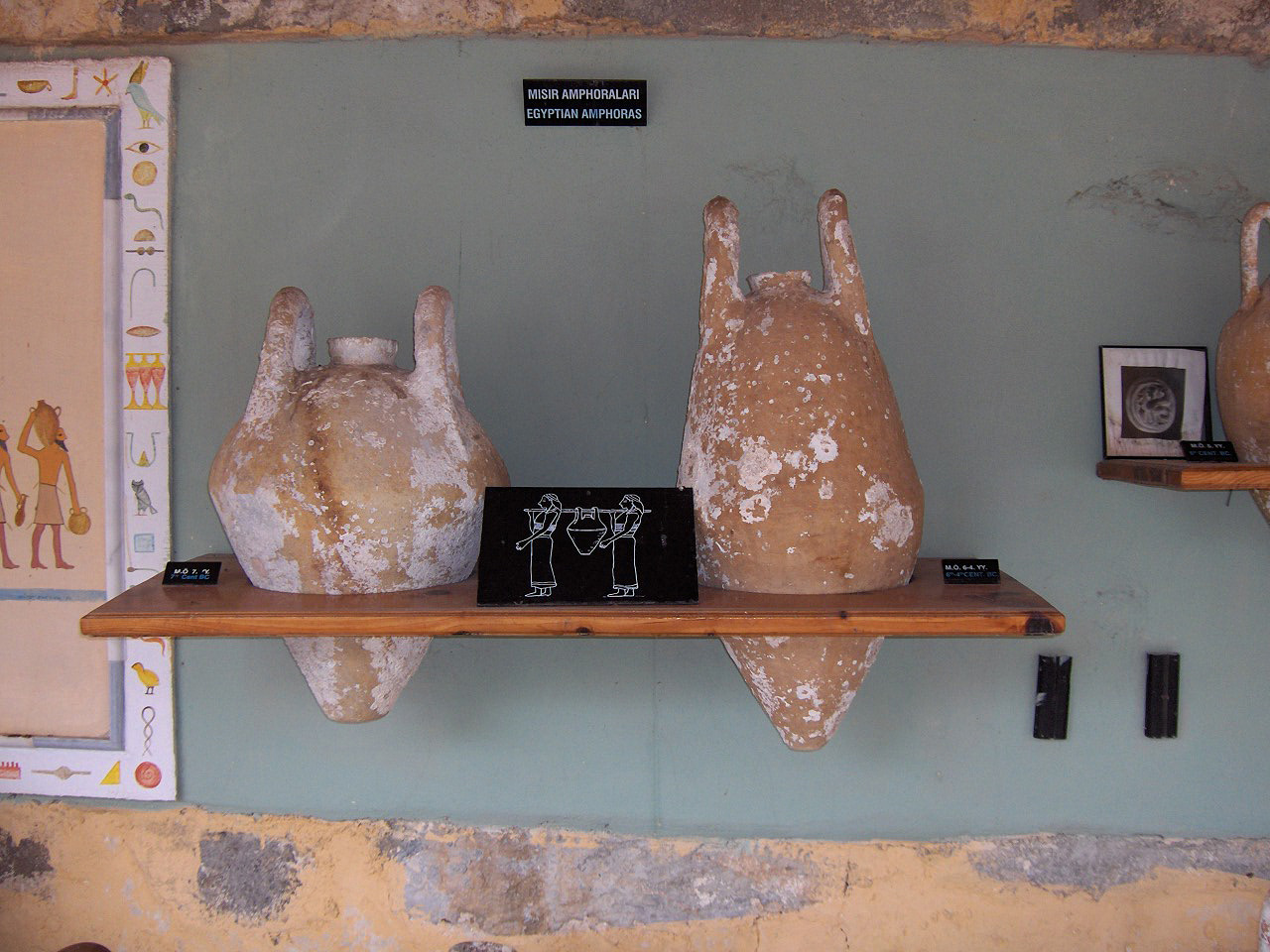
Amphores égyptiennes de Mendès trouvées à Halicarnasse (Bodrum) en Asie mineure, VIe siècle-IVe siècle av. J.C.
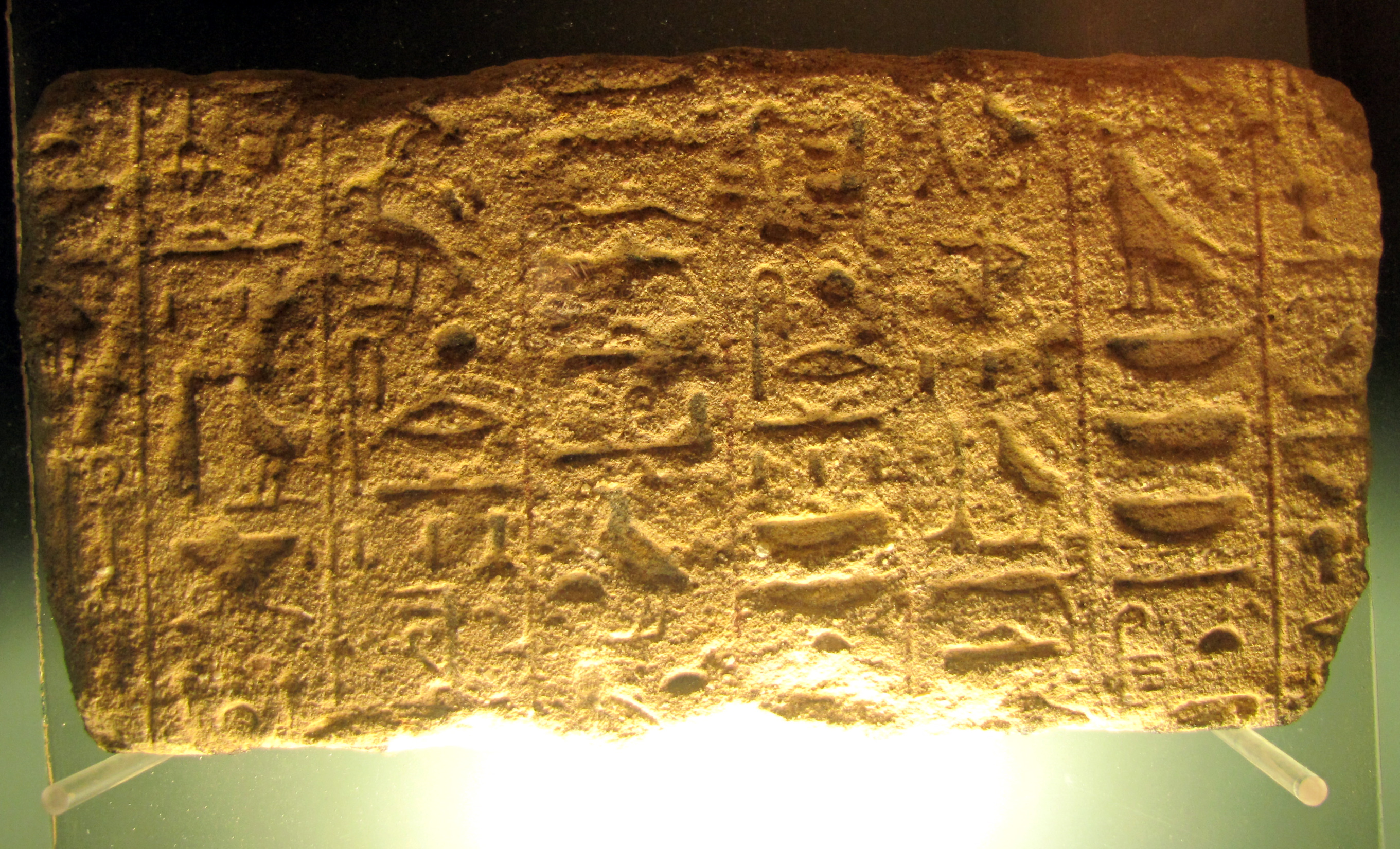
Fragment d'inscription égyptienne d'Aksha relatant la découverte d'un point d'eau sur la route conduisant aux mines d'or du Wadi Alaki dans le désert nubien, musée de La Plata (en)
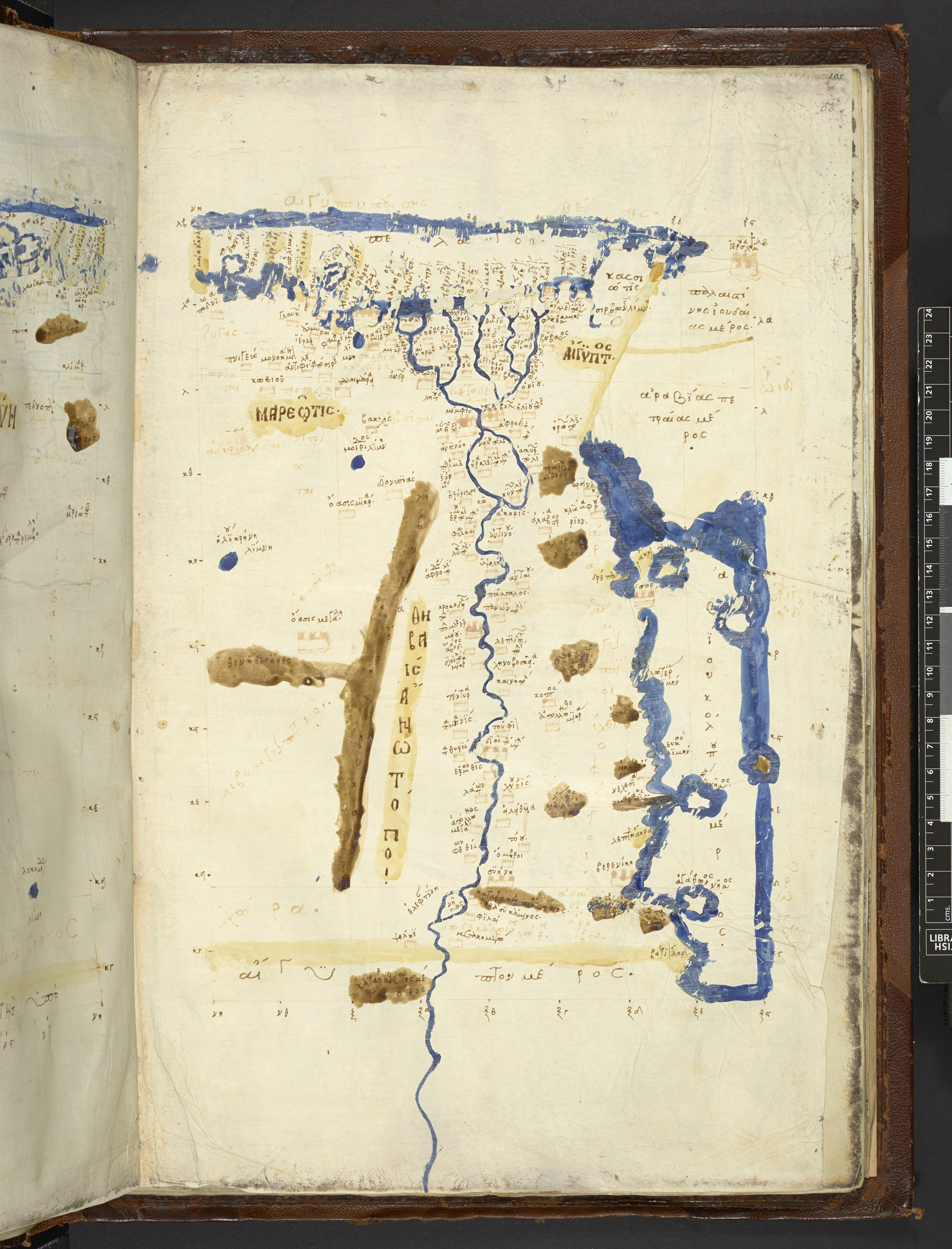
Carte de l'Égypte antique d'après la Géographie de Ptolémée, v. 125 de notre ère

## Œuvres
- Las dinastías VII - VIII y el Período heracleopolitano en Egipto. Problemas de reconstrucción histórica de una época de crisis. Anexos de la Revista de estudios de Egiptología: Colección Estudios. Buenos Aires, PREDE, 1992.
- (es) Alicia Daneri Rodrigo, Relaciones de intercambio entre Egipto y el Mediterráneo Oriental (IV : I milenio a C.), Biblos, 2001, 156 p. (ISBN 950-786-287-0, lire en ligne)
- Antiguos contactos. Relaciones de intercambio entre Egipto y sus periferias (avec Marcelo Campagno), Buenos Aires, FFyL-UBA, 2004.
- « The New Kingdom Pylon Foundation Deposits » in Donald Bruce Redford et Susan Redford, Excavations at Mendes - Volume 2 The Dromos and Temple Area, Brill, 2019